# Villa Valmarana (Saonara)
Villa Cittadella Vigodarzere, Valmarana è una villa veneta di Saonara, in provincia di Padova.
Si trova a sudest del centro, in località Caovilla, lungo la direttrice per Sant'Angelo di Piove di Sacco.

## Storia
Fu costruita all'inizio del XIX secolo dal nobile Antonio Vigodarzere, singolare figura di possidente e mecenate, con lo scopo di poter dare da lavorare alla popolazione locale stremata da una grave carestia. La progettazione del parco fu affidata al celebre Giuseppe Jappelli, mettendo a disposizione diciassette ettari di campagna.
Morto nel 1835, al Vigodarzere successe il nipote e figlio adottivo Andrea Cittadella Vigodarzere, che concluse l'opera nel 1838. Da questi passò al figlio Gino, alla nipote Pia, al nipote di questa Ludovico Valmarana e infine al figlio Andrea, l'attuale proprietario.
Durante la seconda guerra mondiale il complesso fu occupato da soldati tedeschi e inglesi che danneggiarono gli interni del palazzo e soprattutto il parco e le sue architetture. Dopo il conflitto fu gradualmente risistemato, con lavori che si sono protratti sino ai giorni nostri.

## Descrizione
La casa padronale è un imponente volume a pianta rettangolare e a sviluppo longitudinale, rivolto verso il parco a base ellittica. L'edificio si sviluppa su due piani più soffitte, poggianti su uno zoccolo, ed è coronato dal tetto a quattro falde.
La facciata si caratterizza per la lunga serie di luci architravate su tutti i livelli. Il partito centrale presenta tre aperture ravvicinate, che al piano nobile sono tre portefinestre affacciate su un terrazzo.
Gli interni sono costituiti da una serie di ambienti in successione. Di particolare interesse la sala da pranzo, arredata con i mobili originali e decorata dagli affreschi di Michele Fanoli sul soffitto e da alcune tele di Chiara e Dario Varotari raffiguranti membri delle famiglie Cittadella e Vigodarzere.
Degli edifici annessi va citato l'oratorio neoclassico, progettato da Angelo Sacchetti. Localizzato fuori dai limiti del parco, è un volume cilindrico introdotto da un pronao con quattro colonne ioniche e timpano triangolare; è affiancato da due edicole con monofora. All'interno si trova la tomba di Antonio Vigodarzere, ornata da un bassorilievo di Rinaldo Rinaldi, e statue di Aristide Petrilli e Pasquale Rizzoli, nonché una Madonna di Giovanni Ferrari.

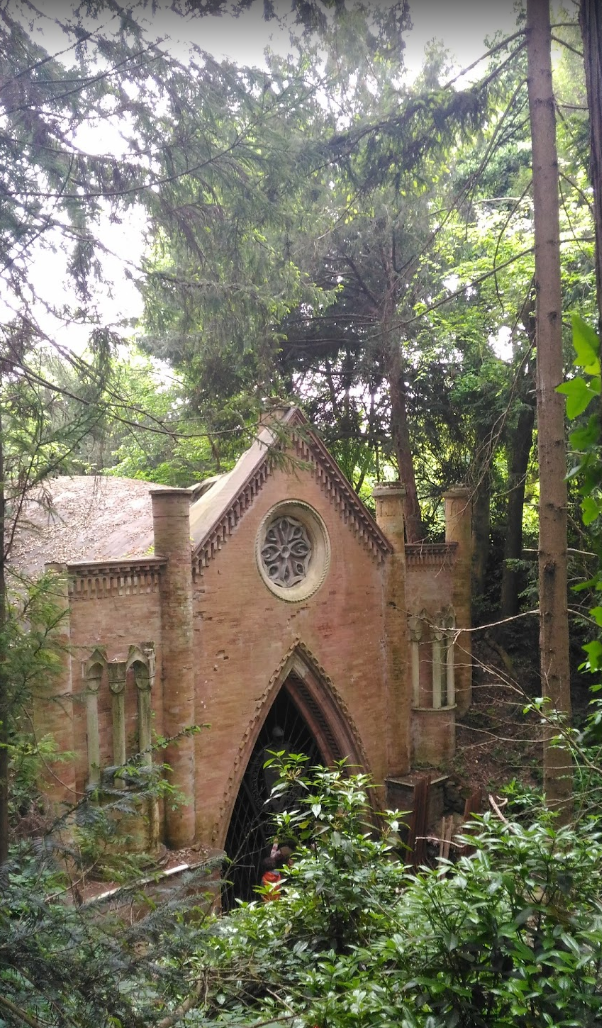
La cappella detta dei Templari a Villa Valmarana

Nel parco si trova il complesso della grotta e della cappella dei Templari, legato ai rituali della massoneria di cui Antonio Vigodarzere fece parte. La caverna, gravemente danneggiata negli anni della guerra, ospitava la grande statua di Bafometto, anch'essa distrutta durante il conflitto. Da essa si può passare alla cappella, costruita in stile neogotico-normanno recuperando i resti della chiesa di Sant'Agostino di Padova, demolita ai primi dell'Ottocento; in essa si riconoscono la "stanza del Giuramento" e i "sepolcri dei Templari".
Il parco, in cui sono collocate diverse statue a tema mitologico, ha subito dei rimaneggiamenti rispetto all'originale disegno di Jappelli. Presenta, tra l'altro, un lago con una vasta isola cui si accede attraverso due ponti.